# Młodzieżowe Mistrzostwa Europy w Lekkoatletyce 1997
I Młodzieżowe Mistrzostwa Europy w Lekkoatletyce rozgrywane były w dniach 10–13 lipca 1997 w Turku w Finlandii. W zawodach startowali zawodnicy, którzy nie ukończyli 23 lat.

## Klasyfikacja medalowa
| Klasyfikacja medalowa |                 |   |   |   |     |
| Miej.                 | Państwo         |   |   |   | R-m |
| 1                     | Rosja           | 7 | 3 | 5 | 15  |
| 2                     | Niemcy          | 5 | 8 | 7 | 20  |
| 3                     | Wielka Brytania | 5 | 2 | 3 | 10  |
| 4                     | Włochy          | 4 | 2 | 3 | 8   |
| 5                     | Finlandia       | 3 | 3 | 3 | 9   |
| 6                     | Czechy          | 3 | 2 | 2 | 7   |
| 7                     | Polska          | 2 | 5 | 5 | 11  |
| 8                     | Rumunia         | 2 | 2 | 1 | 5   |
| 9                     | Hiszpania       | 1 | 4 | 1 | 6   |
| 10                    | Ukraina         | 1 | 3 | 3 | 7   |
| 11                    | Białoruś        | 1 | 1 | 4 | 6   |
| 12                    | Holandia        | 1 | 1 | 1 | 3   |
| 12                    | Portugalia      | 1 | 1 | 1 | 3   |
| 12                    | Szwecja         | 1 | 1 | 1 | 3   |
| 15                    | Bułgaria        | 1 | 0 | 0 | 1   |
| 15                    | Dania           | 1 | 0 | 0 | 1   |
| 15                    | Grecja          | 1 | 0 | 0 | 1   |
| 15                    | Jugosławia      | 1 | 0 | 0 | 1   |
| 15                    | Łotwa           | 1 | 0 | 0 | 1   |
| 15                    | Węgry           | 1 | 0 | 0 | 1   |
| 21                    | Szwajcaria      | 0 | 2 | 0 | 2   |
| 22                    | Francja         | 0 | 1 | 4 | 5   |
| 23                    | Belgia          | 0 | 1 | 1 | 2   |
| 24                    | Słowenia        | 0 | 1 | 0 | 1   |
| 25                    | Norwegia        | 0 | 0 | 1 | 1   |

## Mężczyźni

### konkurencje biegowe
| Konkurencja           | Złoto                                                                           | Złoto    | Srebro                                                                              | Srebro   | Brąz                                                                         | Brąz     |
| --------------------- | ------------------------------------------------------------------------------- | -------- | ----------------------------------------------------------------------------------- | -------- | ---------------------------------------------------------------------------- | -------- |
| 100 m                 | Angelos Pavlakakis · Grecja                                                     | 10,18    | Carlos Calado · Portugalia                                                          | 10,29    | Marlon Devonish · Wielka Brytania                                            | 10,32    |
| 200 m                 | Julian Golding · Wielka Brytania                                                | 20,46    | Alessandro Attene · Włochy                                                          | 20,68    | Ryszard Pilarczyk · Polska                                                   | 20,87    |
| 400 m                 | Mark Hylton · Wielka Brytania                                                   | 45,71    | Piotr Haczek · Polska                                                               | 45,72    | Kjell Provost · Belgia                                                       | 45,99    |
| 800 m                 | Andrea Longo · Włochy                                                           | 1:46,59  | André Bucher · Szwajcaria                                                           | 1:47,13  | Grzegorz Krzosek · Polska                                                    | 1:47,45  |
| 1500 m                | Reyes Estévez · Hiszpania                                                       | 3:42,37  | Carlos García · Hiszpania                                                           | 3:43,24  | Alexandru Vasile · Rumunia                                                   | 3:43,36  |
| 5000 m                | Simone Zanon · Włochy                                                           | 13:45,90 | Rachid Berradi · Włochy                                                             | 13:47,08 | Siergiej Łukin · Rosja                                                       | 13:48,04 |
| 10 000 m              | Rachid Berradi · Włochy                                                         | 28:31,12 | Serhij Łebid · Ukraina                                                              | 28:39,71 | Simone Zanon · Włochy                                                        | 28:56,33 |
| 110 m ppł             | Frank Busemann · Niemcy                                                         | 13,54    | Sven Pieters · Belgia                                                               | 13,56    | Andriej Kisłych · Rosja                                                      | 13,56    |
| 400 m ppł             | Lukáš Souček · Czechy                                                           | 49,08    | Marcel Schelbert · Szwajcaria                                                       | 49,43    | Xavier Ravenet · Francja                                                     | 49,63    |
| 3000 m z przeszkodami | Luciano Di Pardo · Włochy                                                       | 8:34,24  | Vincent Le Dauphin · Francja                                                        | 8:36,92  | Konstantin Tomski · Rosja                                                    | 8:37,81  |
| sztafeta 4 × 100 m    | Wielka Brytania · Dan Money · Marlon Devonish · James Henthorn · Julian Golding | 38,99    | Polska · Marcin Krzywański · Dariusz Adamczyk · Piotr Balcerzak · Ryszard Pilarczyk | 39,27    | Niemcy · Alexander Kosenkow · Eduard Martin · Patrick Weimer · Uwe Eisenbeis | 39,45    |
| sztafeta 4 × 400 m    | Polska · Ryszard Pilarczyk · Piotr Długosielski · Jacek Bocian · Piotr Haczek   | 3:03,07  | Czechy · David Nikodým · Lukáš Souček · Jan Štejfa · Jiří Mužík                     | 3:04,13  | Niemcy · Thomas Goller · Maik Liebe · Lars Figura · Carlos Gachanja          | 3:04,32  |
| chód 20 km            | Aigars Fadejevs · Łotwa                                                         | 1:19:58  | Francisco Fernández · Hiszpania                                                     | 1:21:59  | Artur Mieleszkiewicz · Białoruś                                              | 1:22:26  |

### konkurencje techniczne
| Konkurencja    | Złoto                       | Złoto | Srebro                     | Srebro | Brąz                             | Brąz  |
| -------------- | --------------------------- | ----- | -------------------------- | ------ | -------------------------------- | ----- |
| skok wzwyż     | Staffan Strand · Szwecja    | 2,28  | Martin Buss · Niemcy       | 2,24   | Marcin Kaczocha · Polska         | 2,24  |
| skok o tyczce  | Jewgienij Smiriagin · Rosja | 5,70  | Montxu Miranda · Hiszpania | 5,50   | Petr Špaček · Czechy             | 5,50  |
| skok w dal     | Carlos Calado · Hiszpania   | 8,32  | Kiriłł Sosunow · Rosja     | 8,30   | Ołeksij Łukaszewycz · Ukraina    | 8,09  |
| trójskok       | Wiaczesław Taranow · Rosja  | 16,95 | Marat Safiullin · Rosja    | 16,29  | Tayo Erogbobgo · Wielka Brytania | 16,28 |
| pchnięcie kulą | Conny Karlsson · Finlandia  | 19,48 | Gunnar Pfingsten · Niemcy  | 19,11  | Andreas Gustafsson · Szwecja     | 19,09 |
| rzut dyskiem   | Andrzej Krawczyk · Polska   | 59,54 | Timo Sinervo · Finlandia   | 57,20  | Kyryło Czuprynin · Ukraina       | 56,78 |
| rzut młotem    | Iwan Cichan · Białoruś      | 77,46 | Szymon Ziółkowski · Polska | 73,68  | Nikołaj Awłasewicz · Białoruś    | 72,40 |
| rzut oszczepem | Pietari Skyttä · Finlandia  | 81,58 | Matti Närhi · Finlandia    | 80,72  | Christian Nicolay · Niemcy       | 78,18 |
| dziesięciobój  | Klaus Isekenmeier · Niemcy  | 7926  | Ołeksandr Jurkow · Ukraina | 7888   | Pierre-Alexandre Vial · Francja  | 7866  |

## Kobiety

### konkurencje biegowe
| Konkurencja        | Złoto                                                                             | Złoto    | Srebro                                                                          | Srebro   | Brąz                                                                          | Brąz     |
| ------------------ | --------------------------------------------------------------------------------- | -------- | ------------------------------------------------------------------------------- | -------- | ----------------------------------------------------------------------------- | -------- |
| 100 m              | Nora Iwanowa · Bułgaria                                                           | 11,50    | Esther Möller · Niemcy                                                          | 11,53    | Marie-Joelle Dogbo · Francja                                                  | 11,54    |
| 200 m              | Hana Benešová · Czechy                                                            | 22,57    | Shanta Ghosh · Niemcy                                                           | 22,80    | Katia Benth · Francja                                                         | 23,19    |
| 400 m              | Allison Curbishley · Wielka Brytania                                              | 50,85    | Hana Benešová · Czechy                                                          | 51,82    | Claudia Angerhausen · Niemcy                                                  | 53,45    |
| 800 m              | Iryna Nedelenko · Ukraina                                                         | 2:01,82  | Dorota Fiut · Polska                                                            | 2:02,44  | Ludmiła Gonczarowa · Rosja                                                    | 2:02,72  |
| 1500 m             | Andrea Šuldesová · Czechy                                                         | 4:13,92  | Lidia Chojecka · Polska                                                         | 4:14,70  | Natalia Czernyszowa · Ukraina                                                 | 4:15,43  |
| 5000 m             | Oksana Żeleźniak · Rosja                                                          | 15:45,22 | Cristina Iloc · Rumunia                                                         | 15:46,59 | Marta Domínguez · Hiszpania                                                   | 15:49,96 |
| 10 000 m           | Olivera Jevtić · Jugosławia                                                       | 32:44,22 | Annemari Sandell · Finlandia                                                    | 32:48,57 | Stine Larsen · Norwegia                                                       | 33:11,09 |
| 100 m ppł          | Irina Korotja · Rosja                                                             | 12,97    | Diane Allahgreen · Wielka Brytania                                              | 13,03    | Johanna Halkoaho · Finlandia                                                  | 13,35    |
| 400 m ppł          | Rikke Rönholt · Dania                                                             | 57,22    | Vicki Jamison · Wielka Brytania                                                 | 57,43    | Małgorzata Pskit · Polska                                                     | 57,68    |
| sztafeta 4 × 100 m | Niemcy · Esther Möller · Shanta Ghosh · Nancy Kette · Silke Eichmann              | 43,94    | Rosja · Jelena Tiszkowa · Irina Korotja · Olga Maksimowa · Julia Wertianowa     | 44,41    | Włochy · Elena Apollonio · Elena Sordelli · Manuela Grillo · Manuela Levorato | 44,73    |
| sztafeta 4 × 400 m | Wielka Brytania · Vicki Jamison · Jo Sloane · Jeina Mitchell · Allison Curbishley | 3:32,81  | Niemcy · Nicole Marahrens · Shanta Ghosh · Claudia Gesell · Claudia Angerhausen | 3:33,77  | Czechy · Jitka Burianová · Eva Kasalová · Andrea Šuldesová · Hana Benešová    | 3:33,83  |
| chód 10 km         | Olga Panfiorowa · Rosja                                                           | 43:33    | María Vasco · Hiszpania                                                         | 44:01    | Susana Feitor · Portugalia                                                    | 44:26    |

### konkurencje techniczne
| Konkurencja    | Złoto                      | Złoto | Srebro                     | Srebro | Brąz                                                 | Brąz  |
| -------------- | -------------------------- | ----- | -------------------------- | ------ | ---------------------------------------------------- | ----- |
| skok wzwyż     | Julia Liachowa · Rosja     | 1,97  | Kajsa Bergqvist · Szwecja  | 1,93   | Daniela Rath · Niemcy                                | 1,91  |
| skok o tyczce  | Eszter Szemeredi · Węgry   | 4,10  | Janet Zach · Niemcy        | 4,05   | Sabine Schulte · Niemcy · Monique de Wilt · Holandia | 3,80  |
| skok w dal     | Tatiana Kotowa · Rosja     | 6,57  | Cristina Nicolau · Rumunia | 6,43   | Sofia Schulte · Niemcy                               | 6,39  |
| trójskok       | Cristina Nicolau · Rumunia | 14,22 | Anja Valant · Słowenia     | 13,98  | Heli Koivula · Finlandia                             | 13,88 |
| pchnięcie kulą | Nadine Kleinert · Niemcy   | 18,27 | Corrie de Bruin · Holandia | 18,06  | Janina Korolczyk · Białoruś                          | 17,98 |
| rzut dyskiem   | Corrie de Bruin · Holandia | 57,72 | Kathleen Hering · Niemcy   | 56,78  | Janina Korolczyk · Białoruś                          | 56,36 |
| rzut młotem    | Mihaela Melinte · Rumunia  | 70,26 | Simone Mathes · Niemcy     | 64,38  | Lyn Sprules · Wielka Brytania                        | 61,70 |
| rzut oszczepem | Taina Uppa · Finlandia     | 56,48 | Alina Serdiuk · Białoruś   | 55,56  | Merja Pitkänen · Finlandia                           | 55,24 |
| siedmiobój     | Kathleen Gutjahr · Niemcy  | 6130  | Julija Akułenko · Ukraina  | 6117   | Dina Koricka · Rosja                                 | 6014  |

## Występy Polaków
- Osobny artykuł: Polska na Młodzieżowych Mistrzostwach Europy w Lekkoatletyce 1997.